# جوزيف ماثيو سيباستيان
جوزيف ماثيو سيباستيان (الإنجليزية: Joseph Matthew Sebastian؛ 7 يوليو 1891 – 25 يونيو 1944) كان زعيمًا نقابيًا وسياسيًا من الكاريبي، لعب دورًا محوريًا في الدفاع عن حقوق العمال في جزر الهند الغربية البريطانية خلال النصف الأول من القرن العشرين.

## الحياة المبكرة
وُلد سيباستيان في أنتيغوا سنة 1891، ونشأ في بيئة اقتصادية متواضعة، حيث عمل منذ صغره في مزارع قصب السكر، ما جعله على تماس مباشر مع أوضاع العمال الصعبة وظروفهم القاسية.

## النشاط النقابي
برز سيباستيان في عشرينيات وثلاثينيات القرن العشرين كأحد أبرز الأصوات المدافعة عن حقوق العمال، وساهم في تنظيم الإضرابات والمفاوضات مع ملاك مزارع السكر لتحسين الأجور وشروط العمل. كان من المؤسسين الأوائل للحركات النقابية في أنتيغوا، وعمل على وضع الأسس القانونية لحماية حقوق العمال.

## العمل السياسي
انتُخب سيباستيان عضوًا في المجلس التشريعي المحلي، حيث استخدم منصبه للدفاع عن التشريعات التي تدعم العمال وتحد من استغلالهم. كما دعا إلى إصلاحات في التعليم والصحة، معتبرًا أن تحسين الظروف الاجتماعية جزء أساسي من تقدم المجتمع الكاريبي.

## التأثير على الحركة النقابية بعد وفاته
بعد وفاة سيباستيان في 25 يونيو 1944، استمر تأثيره على الحركة العمالية في الكاريبي، إذ واصل النقابيون الذين تدربوا على يديه أو تأثروا بأفكاره العمل على تحقيق إصلاحات كبرى. وقد شكلت استراتيجياته في المفاوضة الجماعية وإدارة الإضرابات نموذجًا يُحتذى به في العديد من النقابات الناشئة في أنغيلا وبربودا وسانت كيتس ونيفيس. كما أسهمت فلسفته في ربط العمل النقابي بالعمل السياسي في تعزيز حضور العمال في الحياة التشريعية، مما أدى لاحقًا إلى صدور قوانين حماية الأجور وتنظيم ساعات العمل.

## الإرث
يُذكر سيباستيان اليوم كأحد الرواد الذين مهدوا الطريق لحقوق العمال ولنشوء النقابات في المنطقة. وتكرمه منظمات العمال سنويًا في احتفالات عيد العمال، كما تحمل بعض الشوارع والمراكز الثقافية اسمه في أنتيغوا وبربودا.